# Christina Otzen
Christina Otzen (Copenhague, 4 de outubro de 1975) é uma velejadora dinamarquesa, medalhista olímpica. Ela competiu nos Jogos Olímpicos de Verão de 2004 na classe Yngling e conquistou a medalha de bronze, tendo totalizado 54 pontos nas onze regatas disputadas, ao lado de Helle Jespersen e Dorte Jensen. No mesmo ano, consagrou-se campeã mundial neste mesma classe.